# Jherson Vergara
Pour les articles homonymes, voir Vergara.
Jherson Vergara, né le 26 mai 1994 à Florida, est un footballeur colombien évoluant au poste de défenseur central.

## Carrière

### Club

#### Ses débuts
Il évolue dans le club de l'Universitario Popayán entre 2011 et 2013. 

#### AC Milan
Lors du mois de juillet 2013, il est transféré au Milan AC. L'indemnité de transfert s'élève à deux millions d'euros. En janvier 2014, il est prêté à Parme FC.

### Équipe nationale
Il remporte le championnat des moins de 20 ans de la CONMEBOL en 2013 avec l'équipe de Colombie des moins de 20 ans. La même année, il participe à la Coupe du monde des moins de 20 ans et au Tournoi de Toulon.

## Palmarès

### Équipe nationale

#### Équipe de Colombie U20
- Championnat des moins de 20 ans de la CONMEBOL (1)
  - Vainqueur : 2013
- Tournoi de Toulon
  - Finaliste : 2013